# Oronzio De Bernardi
Oronzio De Bernardi (Terlizzi, 13 novembre 1735 – Terlizzi, 29 novembre 1806) è stato un presbitero, teologo, scienziato e scrittore italiano.
È stato l'autore della prima opera scritta in italiano sul nuoto.

## Storia
Nacque a Terlizzi, nell'allora provincia di Bari, il 13 novembre 1735. Compì gli studi seminarili in provincia di Lecce e in seguito si trasferì a Napoli per seguire corsi e qui si laureò in diritto canonico. Si applicò anche alla matematica e alla materia. Una volta tornato nella sua città natale si avvicinò alla scienza dell'acqua e in particolar modo alla fisica dei movimenti. 
In seguito, grazie a frequenti sessioni di studio nel mare al largo di Barletta, riuscì a realizzare un compendio sul nuoto intitolato L'uomo galleggiante o sia l'arte ragionata del nuoto scoperta fisica, pubblicato nel 1794 a Napoli. La sua opera fu la prima dedicata al nuoto in Italia e riscosse anche ampio successo all'estero, tanto da essere tradotta in francese, tedesco e spagnolo.